# کوهیار گودرزی
کوهیار گودرزی (زادهٔ ۱۵ اردیبهشت ۱۳۶۵ اصفهان) فعال حقوق بشر، وبلاگ‌نویس، روزنامه‌نگار، زندانی سیاسی و دانشجوی سابق رشتهٔ مهندسی هوافضا در دانشگاه صنعتی شریف است که چندین بار توسط حکومت ایران بازداشت شده‌بود. وی یکی از اعضای کمیتهٔ گزارشگران حقوق بشر است و پیش‌تر به‌عنوان رئیس این کمیته از سال ۲۰۰۵ تا ۲۰۰۹ میلادی فعالیت کرده‌بود. گودرزی از دبیران پیشین رادیو زمانه نیز بود.
اولین بار وی در مارس ۲۰۰۶ در هنگام راه‌پیمایی روز جهانی زنان به همراه شیوا نظرآهاری دستگیر شد و چندی بعد آزاد شد و دوباره در تجمع کارگران شرکت واحد در روز جهانی کارگر (اول مه) در سال ۲۰۰۶ دستگیر شد. وی به آسوشیتیدپرس اطلاع داده‌است که زندانی سیاسی، اکبر محمدی بخاطر اعتصاب غذا خودکشی کرده‌است.

## زندگی‌نامه
کوهیار گودرزی در سال ۱۳۶۵ در اصفهان متولد شد. او مدتی را در شهر کرمان زندگی کرد. سپس به تهران آمد و در دانشگاه صنعتی شریف در رشته مهندسی هوافضا تحصیل کرد. وی با فشار نیروهای امنیتی در آبان ۱۳۸۸ از ادامهٔ تحصیل در این دانشگاه منع شد.

## دستگیری و شکنجه پس از انتخابات ریاست جمهوری
وی از جمله افرادی بود که در جریان اعتراضات پس از انتخابات ریاست جمهوری دهم و هنگامی‌که برای شرکت در مراسم تشییع آیت‌الله منتظری عازم قم بود در ۲۹ آذر بازداشت شد و ماه‌ها در زندان و تحت فشار قرار داشت.
۴ بهمن وی با سر شکسته و پانسمان شده در زندان دیده شد اما از علت آسیب به وی اطلاعی منتشر نشد. او پس از مدتها از سلول انفرادی به سلول یکی از زندانیان القاعده منتقل گردید. مدتی نیز با جعفر پناهی کارگردان دستگیرشده، محمد نعیم پور، خواهرزاده مهندس بازرگان در یک سلول قرار داشت. مقامات اتهام محاربه را به وی تفهیم کردند که مجازات اعدام داشت.
در اوت ۲۰۱۰، گودرزی به همراه مجید توکلی و دیگر فعالان سیاسی به اعتراض شرایط موجود در زندان اوین اعتصاب غذا کردند.و به عنوان مقابله گودرزی و توکلی و بقیه اعتصاب‌کنندگان به سلول انفرادی منتقل شدند. این افراد ۱۷ نفر بودند.
و بعد از انتقال به انفرادی در مه ۲۰۱۰، مادرش اطلاع داد که دیگر قادر به ملاقات وی نیست.
در ۱۲ ژوئن ۲۰۱۰ هیلاری کلینتون، وزیر امور خارجه وقت آمریکا در پیامی خواستار آزادی فوری و بی‌قید شرط مدافعان حقوق بشر را خواستار شد و در بیانه‌اش از گودرزی و شش فعال دیگر نام برد.
اواخر اسفند ۱۳۸۸ بیش از دو هزار دانشجوی دانشگاه شریف در بیانیه‌ای خواستار آزادی وی و مهدی کلاری و تارا سپهری فر دیگر دانشجویان زندانی دانشگاه شریف شدند.
در ابتدا اتهام وی محاربه ذکر شد که حکمش اعدام است ولی اتهامات به «تبلیغ علیه نظام» تقلیل یافت و در نهایت به یکسال زندان محکوم شد و پس از پایان محکومیتش در ۱۴ دسامبر ۲۰۱۰ آزاد گردید. که ده ماه آن در زندان اوین و بقیه آن در زندان گوهردشت کرج بود

### اعتصاب غذا
کوهیار گودرزی به گفته مادرش، در اعتراض به اعدام پنج زندانی سیاسی در ۱۹ اردیبهشت ۱۳۸۹ اعتصاب غذا می‌کند. یکی از اعدام‌شدگان، فرهاد وکیلی هم‌بند کوهیار بوده‌است. در اثر این اعتصاب غذا، او بی‌هوش و به بیمارستان منتقل شد.
در ۹ خرداد ۱۳۸۹ خبری منبی بر دستیابی گودرزی به چهار خواسته‌اش و شکستن اعتصاب غذای خشک، منتشر شد.

## زندان و ناپدیدشدن در سال ۱۳۹۰
او در مرداد سال ۱۳۹۰ به همراه بلاگر دیگری به نام بهنام گنجی خیبری مجدداً بازداشت و به بازداشتگاه ۲۰۹ منتقل شد و چند ساعت بعد از بازداشت او پروین مخترع، مادرش نیز بازداشت و به زندان کرمان منتقل گردید. پروین مخترع در شعبه ۱۰۴ دادگاه عمومی کرمان به اتهام «توهین به شهدا و رهبری» به ۲۳ ماه حبس تعزیری محکوم شد، در دادگاه تجدیدنظر به حبس تعلیقی محکوم شد. هیچ‌یک از دستگاه‌های امنیتی مسئولیت دستگیری کوهیار گودرزی را نمی‌پذیرند و در نهایت به خانواده او گفته شده که در مورد او اعلام آدم‌ربایی کنید. تا مدت‌ها هیچ اطلاعی از محل کوهیار گودرزی نبود به گفته گاردین تلاش زیادی از سوی مسئولان جمهوری اسلامی صورت گرفت تا به وی اتهام همکاری با مجاهدین خلق ایران زده شود که ناموفق ماند
پروین مخترع مادر کوهیار گودرزی در دادگاه انقلاب کرمان به ۲۳ ماه حبس تعزیری محکوم شد و این حکم در دادگاه تجدیدنظر به حبس تعلیقی بدل شد. در دادگاه عمومی کرمان نیز به پرداخت ۵ میلیون و ۴۰۰ هزار تومان جریمه نقدی محکوم شد که با پرداخت آن آزاد شد.
گنجی بعدتر از زندان آزاد می‌شود و با نهال سحابی، از دوستان گودرزی، خودکشی می‌کنند، به گفته گاردین این دو به احتمال بسیار بالا از طرف حکومت ایران تحت فشار بودند که علیه گودرزی شهادت دهند. عفو بین‌الملل فشار روی گنجی را تأیید می‌کند. بعد از دستگیری کوهیار گودرزی دوستان وی توسط وزارت اطلاعات احضار و بازجویی می‌شدند.
کوهیار گودرزی از سوی شعبه ۲۶ دادگاه انقلاب اسلامی تهران به ریاست قاضی پیرعباسی به اتهام «تبلیغ علیه نظام» و «اجتماع و تبانی علیه نظام» به تحمل ۵ سال حبس تعزیری با تبعید به زندان شهر زابل محکوم شد.

## عضویت‌ها و برخی سوابق
- عضو انجمن اسلامی دانشجویان دانشگاه صنعتی شریف
- دبیر سابق کمیته دانشجویی گزارشگران حقوق بشر
- از اعضای کمیته گزارشگران حقوق بشر
- از برنامه سازان بخش حقوق بشر رادیو زمانه[۳۴][۳۵][۳۶][۳۷][۳۸][۳۹]
- عضو کمیته حقوق بشر سازمان ادوار تحکیم وحدت[۴۰][۴۱]
- از اعضای دفتر تحکیم وحدت طیف علامه

## جایزه‌ها
- ۲۰۱۰ - جایزه آزادی مطبوعات جان آبوچون، باشگاه ملی مطبوعات (این جایزه هر سال به افرادی داده می‌شود که در راستای اطلاع‌رسانی آزاد و حاکمیت آزاد فعالیت کرده‌اند)[۴۲][۴۳]